# Tour de Drenthe de 2019
A 57.ª edição do Tour de Drenthe celebrou-se a 17 de março de 2019 com início na cidade de Zuidwolde e final na cidade de Hoogeveen nos Países Baixos sobre uma distância total de 217,6 km.
A carreira fez parte do circuito UCI Europe Tour de 2019 dentro da categoria 1.hc e foi vencida pelo ciclista neerlandês Pim Ligthart da equipa Direct Énergie. O pódio completaram-no o neerlandês Robbert de Greef da Alecto e o italiano Nicola Bagioli da Nippo-Vini Fantini-Faizanè.

## Equipas participantes
Tomaram a partida um total de 22 equipas, dos quais 2 foi de categoria UCI WorldTeam, 14 Profissional Continental e 6 Continentais, quem conformaram um pelotão de 148 ciclistas dos quais terminaram 75. As equipas participantes foram:
| Equipes WorldTeam (2)- CCC Team - Trek-Segafredo Equipes profissionais Continentais (14)- Androni Giocattoli-Sidermec - Burgos-BH - Cofidis, Solutions Crédits - Corendon-Circus - Direct Énergie - Hagens Berman Axeon - Israel Cycling Academy - Nippo Vini Fantini Faizanè - Riwal Readynez - Roompot-Charles - Sport Vlaanderen-Baloise - Vital Concept-B&B Hotels - Wallonie Bruxelles - Wanty-Groupe Gobert Equipes Continentais (6)- Alecto - BEAT Cycling Club - Metec-TKH Continental Cyclingteam p/b Mantel - Monkey Town-à Bloc CT - SEG Racing Academy - Vlasman CT |
| |

## Classificação final
- As classificações finalizaram da seguinte forma:[3]

| \| Classificação geral \| Classificação geral \| Classificação geral \| Classificação geral \| Classificação geral \| \| Ciclista \| Ciclista \| Equipe \| Tempo \| \| \| ------------------- \| ------------------- \| -------------------------- \| ------------------- \| ------------------- \| \| 1. \| Pim Ligthart \| Direct Énergie \| 5h15m49s \| \| \| 2. \| Robbert de Greef \| Alecto \| + 3s \| \| \| 3. \| Nicola Bagioli \| Nippo-Vini Fantini-Faizanè \| + 38s \| \| \| 4. \| Emīls Liepiņš \| Wallonie Bruxelles \| + 39s \| \| \| 5. \| Hugo Hofstetter \| Cofidis, Solutions Crédits \| + 41s \| \| \| 6. \| Aksel Nõmmela \| Wallonie Bruxelles \| + 41s \| \| \| 7. \| Edward Planckaert \| Sport Vlaanderen-Baloise \| + 41s \| \| \| 8. \| Paweł Bernas \| CCC Team \| + 41s \| \| \| 9. \| Marco Canola \| Nippo-Vini Fantini-Faizanè \| + 41s \| \| \| 10. \| Michael Gogl \| Trek-Segafredo \| + 41s \| \| |                   |                            |          |
| |                   |                            |          |
| Fonte: ProCyclingStats |                   |                            |          |
| Classificação geral |                   |                            |          |
| Ciclista | Ciclista          | Equipe                     | Tempo    |
| 1. | Pim Ligthart      | Direct Énergie             | 5h15m49s |
| 2. | Robbert de Greef  | Alecto                     | + 3s     |
| 3. | Nicola Bagioli    | Nippo-Vini Fantini-Faizanè | + 38s    |
| 4. | Emīls Liepiņš     | Wallonie Bruxelles         | + 39s    |
| 5. | Hugo Hofstetter   | Cofidis, Solutions Crédits | + 41s    |
| 6. | Aksel Nõmmela     | Wallonie Bruxelles         | + 41s    |
| 7. | Edward Planckaert | Sport Vlaanderen-Baloise   | + 41s    |
| 8. | Paweł Bernas      | CCC Team                   | + 41s    |
| 9. | Marco Canola      | Nippo-Vini Fantini-Faizanè | + 41s    |
| 10. | Michael Gogl      | Trek-Segafredo             | + 41s    |

## UCI World Ranking
O Tour de Drenthe outorgou pontos para o UCI World Ranking para corredores das equipas nas categorias UCI WorldTeam, Profissional Continental e Equipas Continentais. A seguinte tabela são o barómetro de pontuação e os 10 corredores que obtiveram mais pontos:
| Posição             | 1.º | 2.º | 3.º | 4.º | 5.º | 6.º | 7.º | 8.º | 9.º | 10.º | 11.ª | 12.ª | 13.ª | 14.ª | 15.ª | 16.ª-29.ª | 31.ª-40.ª |
| Classificação geral | 200 | 150 | 125 | 100 | 85  | 70  | 60  | 50  | 40  | 35   | 30   | 25   | 20   | 15   | 10   | 5         | 3         |

| Classificação |                   |                            |       |
| Posição       | Ciclista          | Equipa                     | Geral |
| ------------- | ----------------- | -------------------------- | ----- |
| 1.º           | Pim Ligthart      | Direct Énergie             | 200   |
| 2.º           | Robbert de Greef  | Alecto                     | 150   |
| 3.º           | Nicola Bagioli    | Nippo-Vini Fantini-Faizanè | 125   |
| 4.º           | Emīls Liepiņš     | Wallonie Bruxelles         | 100   |
| 5.º           | Hugo Hofstetter   | Cofidis, Solutions Crédits | 85    |
| 6.º           | Aksel Nõmmela     | Wallonie Bruxelles         | 70    |
| 7.º           | Edward Planckaert | Sport Vlaanderen-Baloise   | 60    |
| 8.º           | Paweł Bernas      | CCC                        | 50    |
| 9.º           | Marco Canola      | Nippo-Vini Fantini-Faizanè | 40    |
| 10.º          | Michael Gogl      | Trek-Segafredo             | 35    |